# Lill-Marsjön
Lill-Marsjön är en sjö i Skellefteå kommun i Västerbotten och ingår i Mångbyån-Kålabodaåns kustområde.